# 雪人航空
雪人航空是一所位於尼泊爾的航空公司，成立及營運於1998年，經營國內航線為主，雪人航空與其子公司塔拉航空共同佔據了超過一半的尼泊爾國內航線市場。

## 歷史
雪人航空於1998年9月使用一架德哈維蘭加拿大DHC-6 300飛機開始了其首次商業飛行。2009年，其姊妹航空公司塔拉航空成立，用一支由德哈維蘭加拿大DHC-6 300和多尼爾228組成的機隊接管了原屬於雪人航空的短距起降(STOL)業務。如今，雪人航空運營了由五架ATR 72-500組成的現代化機隊，這些機隊在尼泊爾主要城市間的非短距起降國內航線上運營。兩家航空公司共同提供遍及尼泊爾的最大航線網絡。

## 机队
截至2023年1月，雪人航空拥有的机队如下：
- 5架ATR 72-500（原有6架，航空器註冊編號分別為9N-ALN、9N-AMM、9N-AMN、9N-AMZ、9N-ANC、9N-ANG，其中航空器註冊編號為9N-ANC的該型客機在雪人航空691號班機空難中報廢）

## 退役機隊
截至2023年1月，以下機型已經從雪人航空退役或報廢：
- 3架德哈維蘭加拿大DHC-6 300（1998－2008，飛行器註冊編號為9N-AFD的該型飛機在雪人航空117號班機空難中報廢；飛行器註冊編號為9N-AEQ的該型飛機在2006年6月21日由蘇爾凱特機場（英语：Surkhet Airport）飛往久姆拉機場（英语：Jumla Airport），於久姆拉機場進近時墜毀報廢；飛行器註冊編號為9N-AFE的該型飛機在雪人航空103號班機空難中報廢）
- 3架薩博340B（2004－2007）
- 7架捷流41（2006－2021，飛行器註冊編號為9N-AIB的該型客機在2016年9月24日在雪人航空893號班機事故中報廢；飛行器註冊編號為9N-AHW的該型客機在2018年9月1日在雪人航空1424號班機事故中報廢）

## 航線列表
截至2023年1月，由雪人航空自行運營的航線如下：

### 定期航線
- 加德滿都特里布萬國際機場-丹加地丹加地機場（英语：Dhangadhi Airport）、比拉德訥格爾比拉德訥格爾機場（英语：Biratnagar Airport）、巴德拉普爾巴德拉普爾機場（英语：Bhadrapur Airport）、尼泊爾根傑尼泊爾根傑機場（英语：Nepalgunj Airport）、基特普西馬拉（英语：Jitpursimara）西馬拉機場（英语：Simara Airport）、婆羅多布爾婆羅多布爾機場（英语：Bharatpur Airport）、博卡拉博卡拉國際機場、賈納克布爾賈納克布爾機場（英语：Janakpur Airport）、圖姆林塔爾（英语：Tumlingtar）圖姆林塔爾機場（英语：Tumlingtar Airport）、錫陀塔那迦佛祖機場

### 觀光航線
- 安納普爾納快車：航班通常安排在早上7:00到7:30，航程1小時，旅客將會在這段航程中遊覽海拔6993公尺的魚尾峰、海拔8167公尺的世界第七高峰道拉吉里峰以及海拔8091公尺的安納普爾納主峰（英语：Annapurna）。飛近群山時，空乘人員會通知機上的每一位乘客輪流走到駕駛艙近距離觀察。
- 聖母峰快車：在航程中，乘客將飛過距離聖母峰5海里的山谷。

## 事故
截至2023年1月，雪人航空發生了以下航空事故：
- 2004年5月25日，雪人航空117號班機空難，一架飛行器註冊編號為9N-AFD的德哈維蘭加拿大DHC-6 300飛機運載貨物由加德滿都特里布萬國際機場飛往盧克拉丹增-希拉瑞機場，於丹增-希拉瑞機場進近時撞山墜毀報廢，機上3名機組人員全部罹難。
- 2006年6月21日，2006 年雪人航空雙水獺空難（英语：2006 Yeti Airlines Twin Otter crash）由蘇爾凱特機場（英语：Surkhet Airport）飛往久姆拉機場（英语：Jumla Airport），於久姆拉機場進近時墜毀報廢，機上3名機組人員與6名乘客全部罹難。
- 2008年10月8日雪人航空103號班機空難，機上3名機組人員與16名乘客中18人罹難，只有機長生還。
- 2016年9月24日，雪人航空893號班機事故，一架飛行器註冊編號為9N-AIB的捷流41客機由加德滿都特里布萬國際機場飛往錫陀塔那迦佛祖機場，於佛祖機場降落時衝出28跑道報廢，機上3名機組人員與29名乘客全部生還。
- 2018年9月1日，雪人航空1424號班機事故，一架飛行器註冊編號為9N-AHW的捷流41客機由尼泊爾根傑尼泊爾根傑機場（英语：Nepalgunj Airport）飛往加德滿都特里布萬國際機場，於特里布萬國際機場停機坪停泊時前起落架坍塌報廢，機上3名機組人員與21名乘客中5名乘客受傷，全部生還。
- 2023年1月15日雪人航空691号班机空难，機上4名機組人員與68名乘客全部罹難，是尼泊爾近30年最嚴重空難。[3]

## 外部連結
- 雪人航空 （页面存档备份，存于）